# Chortinaspis graminella
Chortinaspis graminella är en insektsart som först beskrevs av Cockerell 1901.  Chortinaspis graminella ingår i släktet Chortinaspis och familjen pansarsköldlöss. Inga underarter finns listade i Catalogue of Life.